# چارلی اسپدینگ
چارلی اسپدینگ (انگلیسی: Charlie Spedding؛ زادهٔ ۱۹ مهٔ ۱۹۵۲) ورزشکار دو و میدانی، و دونده ماراتن اهل بریتانیا است.